# Родина Чіратхіват
Сім'я Чіратхіват (тай. จิราธิวัฒน์, вимовляється [tɕìrāːtʰíwát]) — тайська родина китайського походження. Сім'ю очолив Тіанг Чіратхіват (спрощ.: 郑心平; кит. трад.: 鄭心平; піньїнь: Zhèng Xīnpíng; 1905—1968), який мігрував до Сіаму з Хайнаню і оселився в Бангкоку в 1927 році. Оригінальне китайське прізвище Тяна було Ченг. У нього було 26 дітей з трьома дружинами, що призвело сьогодні до приблизно 220 нащадків. На даний момент у бізнесі зайнятий п'ятдесят один нащадок. Його нащадки спільно володіють і керують Central Group, і посідають третє місце в списку п'ятдесяти найбагатших у Таїланді за версією Forbes.
Central Group володіє понад 60 універмагами та торговими центрами. Також керує готелями та ресторанами із загальною кількістю 5000 точок. Сім'я Чіратхіват купила висококласну італійську мережу універмагів La Rinascente за 291 мільйон доларів США. Про покупку було оголошено в травні 2011 року Тосом Чіратхіватом, керівником Central Group. У 2020 році Central Group оголосила про покупку швейцарського розкішного універмагу Globus разом з іншими активами на суму понад 1 мільярд доларів США у спільному підприємстві з австрійською Signa.